# Kvicksilver-mangan-stjärna
Kvicksilver-mangan-stjärna är en typ av kemiskt ovanlig stjärna med en framträdande spektrallinje på 398,4 nm, på grund av absorption från joniserat kvicksilver. Dessa stjärnor är av spektraltyp B8, B9 eller A0, motsvarande yttemperaturer mellan ca 10 000 och 15 000 K, med två särskiljande egenskaper:
- Ett atmosfäriskt överskott av element som fosfor, mangan, gallium, strontium, yttrium, zirkonium, platina och kvicksilver.
- Brist på ett starkt dipolmagnetfält.

Deras rotation är relativt långsam, och som en följd av detta är deras atmosfär relativt lugn. Man tror, men har inte bevisat, att vissa typer av atomer sjunker genom tyngdkraften, medan andra lyfts mot stjärnans utsida av strålningstryck, vilket ger en heterogen atmosfär.

## Lista
Följande tabell innehåller de ljusaste stjärnorna i den här gruppen.
| Namn         | Bayer- eller Flamsteed-beteckning | Spektraltyp | Skenbar magnitud |
| ------------ | --------------------------------- | ----------- | ---------------- |
| Alpheratz    | Alfa Andromedae                   | B8IVmnp     | 2.06             |
| Gienah Corvi | Gamma Corvi A                     | B8III       | 2.59             |
| Maia         | 20 Tauri                          | B8III       | 3.87             |
|              | χ Lupi                            | B9IV        | 3.96             |
| Muliphein    | γ Canis Majoris                   | B8II        | 4.10             |
|              | φ Herculis                        | B9mnp       | 4.23             |
|              | π1 Bootis                         | B9p         | 4.91             |
|              | ι Coronae Borealis                | A0p         | 4.98             |
|              | Kappa Cancri A                    | B8IIImnp    | 5.24             |
|              | 14 Sagittae                       | B9p         | 5.89             |
| Dabih Minor  | β Capricorni B                    | B9.5III/IV  | 6.10             |
|              | HD 30963                          | B9 III      | 7.23             |